# Sovjetunionens håndboldlandshold (herrer)
Sovjetunionens håndboldlandshold for mænd var det mandlige landshold i håndbold for Sovjetunionen. Det repræsenterede landet i internationale håndboldturneringer.

## Resultater

### VM
| År   | Land            | Placering   |
| ---- | --------------- | ----------- |
| 1954 | Sverige         | Deltog ikke |
| 1958 | Østtyskland     | Deltog ikke |
| 1961 | Vesttyskland    | Deltog ikke |
| 1964 | Tjekkoslovakiet | 5.-plads    |
| 1967 | Sverige         | Bronze      |
| 1970 | Frankrig        | 9.-plads    |
| 1974 | Vesttyskland    | 5.-plads    |
| 1978 | Danmark         | Sølv        |
| 1982 | Vesttyskland    | Guld        |
| 1986 | Schweiz         | 10.-plads   |
| 1990 | Tjekkoslovakiet | Sølv        |

### Sommer-OL
| År   | Værtsby     | Placering |
| ---- | ----------- | --------- |
| 1972 | München     | 4.-plads  |
| 1976 | Montreal    | Guld      |
| 1980 | Moskva      | Sølv      |
| 1984 | Los Angeles | Boykottet |
| 1988 | Seoul       | Guld      |
| 1992 | Barcelona   | Guld      |